# 內格里爾

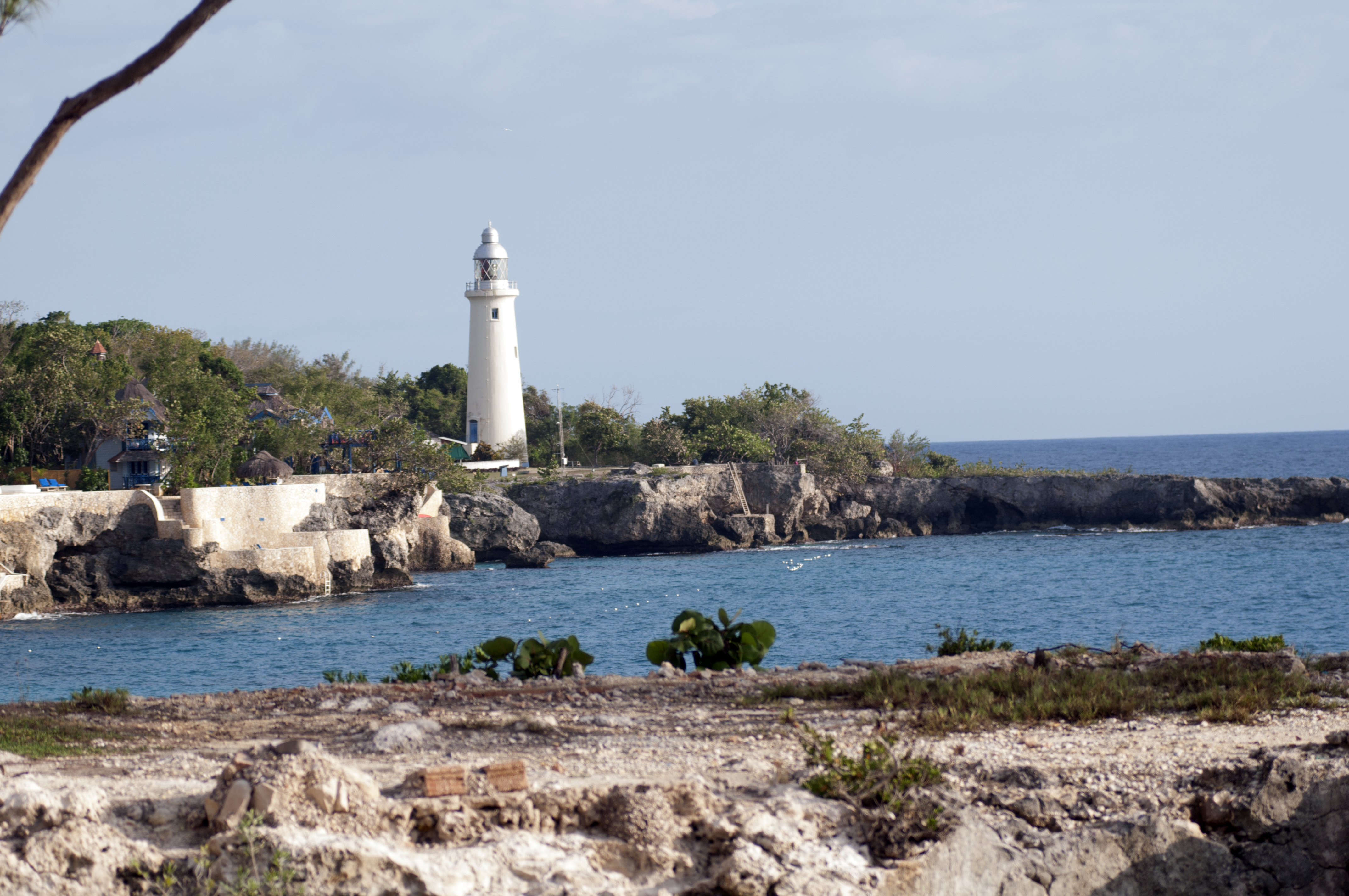
內格里爾燈塔

內格里爾（英語：Negril）是牙買加威斯特摩蘭堂區的城鎮，位於該國西部，是熱門的度假勝地，該鎮的沙灘全長11公里，鎮上最古老的建築物是建於1894年的燈塔，2010年人口4,612。

## 外部連結
- Aerial view（页面存档备份，存于）
- Negril Notes （页面存档备份，存于）
- Negril travel guide